# Yttre Fjätsjön
Yttre Fjätsjön är en sjö i Härjedalens kommun och Älvdalens kommun i Dalarna och ingår i Dalälvens huvudavrinningsområde. Sjön har en area på 1,14 kvadratkilometer och ligger 740,1 meter över havet. Sjön avvattnas av vattendraget Stor-Fjätan. Vid provfiske har bland annat abborre, elritsa, gädda och harr fångats i sjön.

## Delavrinningsområde
Yttre Fjätsjön ingår i det delavrinningsområde (690314-134339) som SMHI kallar för Utloppet av Yttre Fjätsjön. Medelhöjden är 789 meter över havet och ytan är 9,01 kvadratkilometer. Räknas de 16 avrinningsområdena uppströms in blir den ackumulerade arean 73,99 kvadratkilometer. Stor-Fjätan som avvattnar avrinningsområdet har biflödesordning 3, vilket innebär att vattnet flödar genom totalt 3 vattendrag innan det når havet efter 511 kilometer. Avrinningsområdet består mestadels av skog (51 procent), sankmarker (29 procent) och kalfjäll (10 procent). Avrinningsområdet har 1,23 kvadratkilometer vattenytor vilket ger det en sjöprocent på 10,4 procent.

## Fisk
Vid provfiske har följande fisk fångats i sjön:
- Abborre
- Elritsa
- Gädda
- Harr
- Lake